# COSCO-Belgium-Typ
Die Schiffe des COSCO-Belgium-Typs zählen zu den ULCS-Containerschiffen.

## Geschichte
Die Baureihe wurde im Mai 2008 von der chinesischen Reederei COSCO in Auftrag gegeben und ab Juli 2011 von der in Nantong ansässigen Werft Nantong COSCO KHI Ship Engineering Company (NACKS), einem Joint-Venture mit dem japanischen Konzern Kawasaki Heavy Industries, gebaut. Das erste abgelieferte Schiff der acht zu bauenden Einheiten war die 2013 in Fahrt gesetzte COSCO Belgium. Eingesetzt werden die Schiffe vom Tochterunternehmen COSCO Container Lines (COSCON) mit Sitz in Shanghai.

## Technik

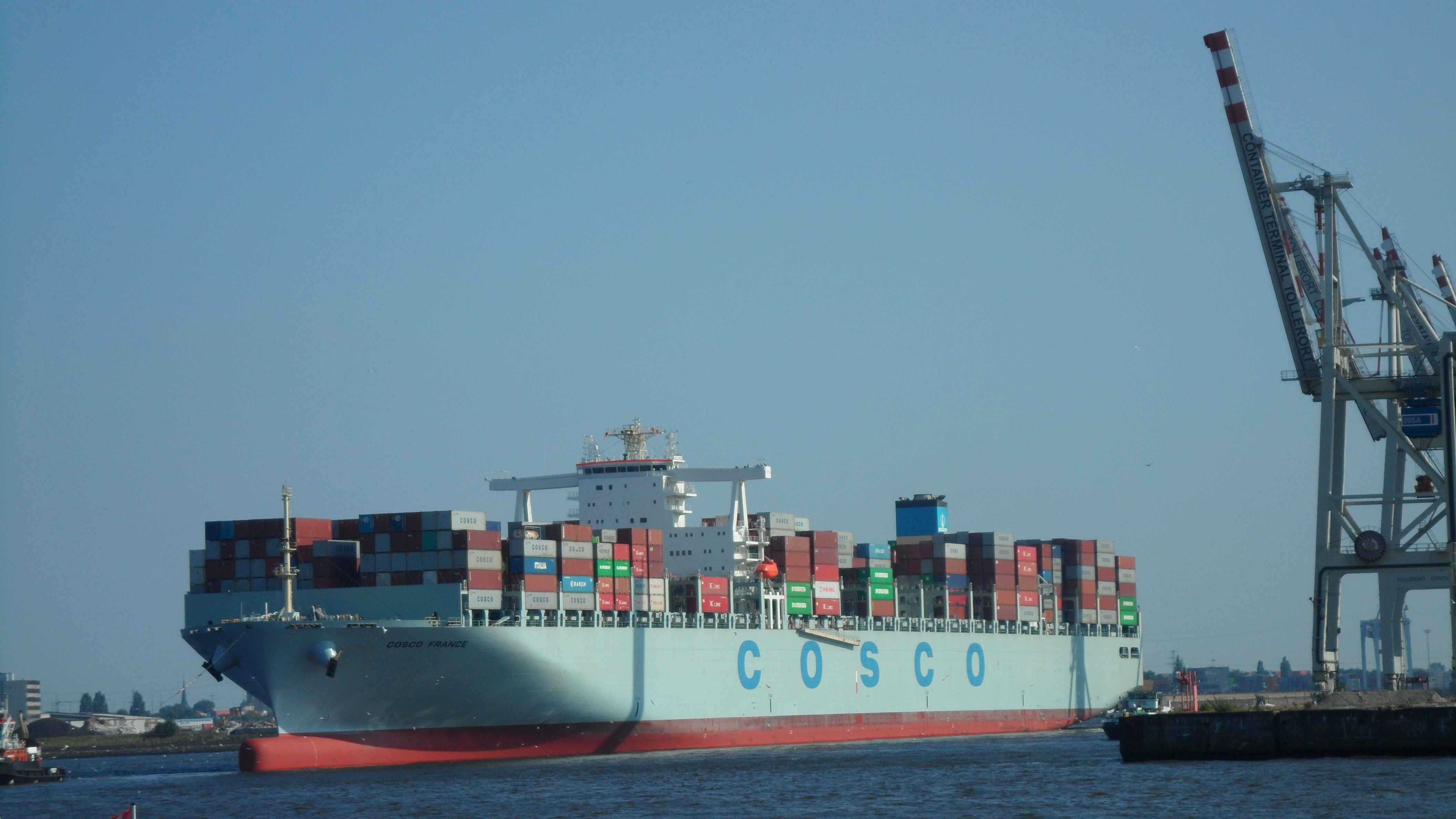
Die Cosco France am Terminal Tollerort

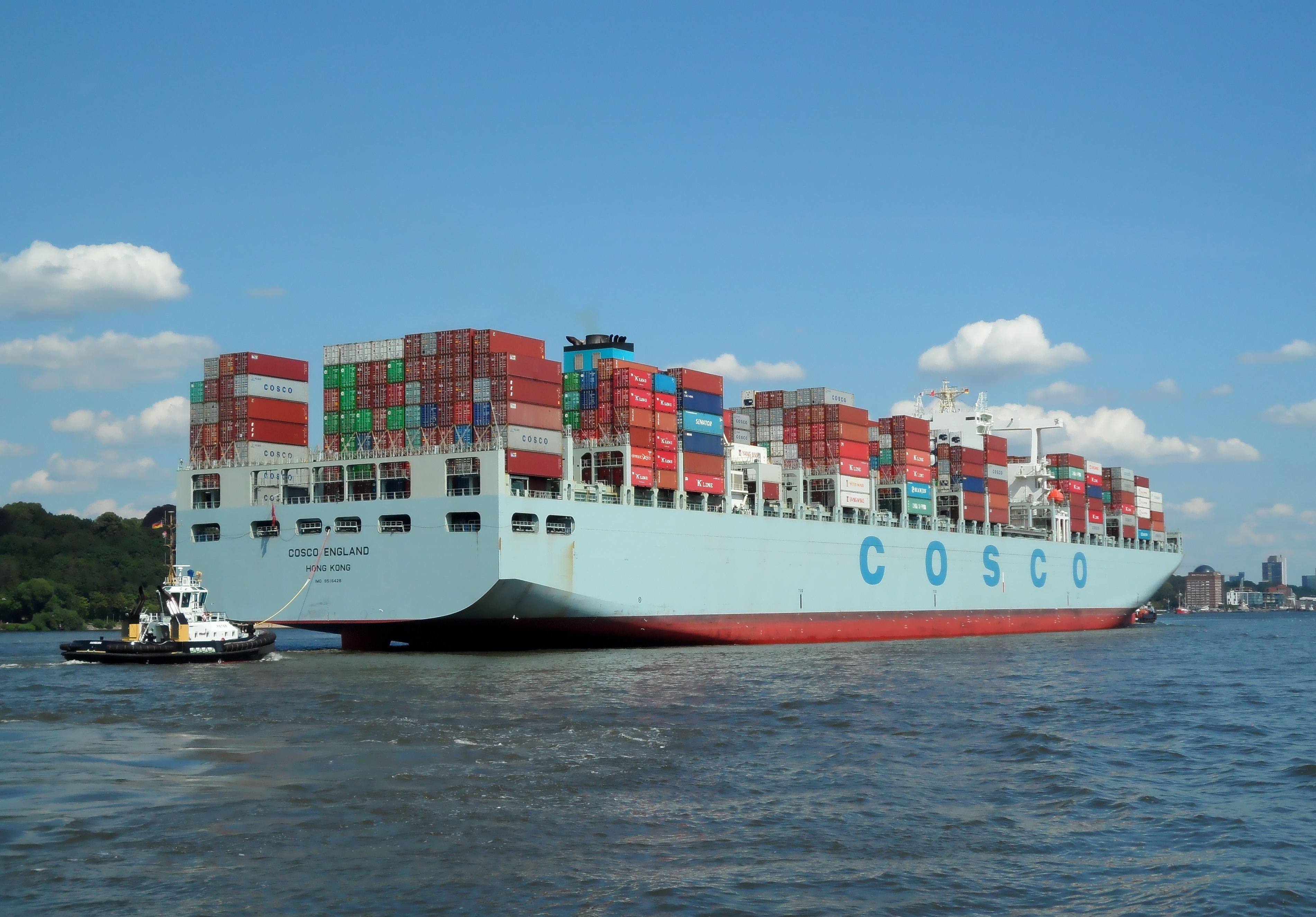
Die Cosco England einlaufend Hafen Hamburg

Die Doppelhüllenschiffe zählen zur Gruppe der ULCS-Containerschiffe. Schiffbaulich auffallend sind eine Reihe von Details im Sinne des Umweltschutzes in der Seeschifffahrt. Das Deckshaus ist, anders als bei der Mehrzahl der herkömmlichen Containerschiffe, weit vorne angeordnet, was einen verbesserten Sichtstrahl und somit höhere vordere Decksbeladung ermöglicht. Unterhalb des Aufbaus sind unter anderem die Bunkertanks angeordnet, um neueste MARPOL-Vorschriften zu erfüllen. Die Antriebsanlage mit dem von Hyundai Heavy Industries in Lizenz gefertigten Zweitakt-Diesel-Hauptmotor des Typs MAN B&W 12K98ME7 ist weit achtern angeordnet. Zur Verbesserung der Manövriereigenschaften sind Querstrahlruder im Bug und Heck angeordnet. Die zehn Laderäume der Schiffe werden mit Pontonlukendeckeln verschlossen. Die Schiffe haben eine maximale Containerkapazität von 13.386 TEU, bei einem durchschnittlichen Containergewicht von vierzehn Tonnen verringert sich die Kapazität. Weiterhin sind Anschlüsse für Integral-Kühlcontainer vorhanden.

## Die Schiffe (Auswahl)
| COSCO-Belgium-Typ            | COSCO-Belgium-Typ | COSCO-Belgium-Typ | COSCO-Belgium-Typ  | COSCO-Belgium-Typ          |
| Bauname                      | Baunummer         | IMO-Nummer        | Ablieferung        | Spätere Namen und Verbleib |
| ---------------------------- | ----------------- | ----------------- | ------------------ | -------------------------- |
| COSCO Belgium                | NE111             | 9516404           | 28. Februar 2013   | -                          |
| COSCO France                 | NE112             | 9516416           | 24. Mai 2013       | -                          |
| COSCO England                | NE113             | 9516428           | 15. August 2013    | -                          |
| COSCO Netherlands            | NE114             | 9516430           | 18. November 2013  | -                          |
| COSCO Spain                  | NE115             | 9516442           | 14. Februar 2014   | -                          |
| COSCO Italy                  | NE116             | 9516454           | 29. April 2014     | -                          |
| COSCO Portugal               | NE117             | 9516466           | 7. Juli 2014       | -                          |
| COSCO Denmark                | NE118             | 9516478           | 24. September 2014 | -                          |
| Daten: Equasis, grosstonnage |                   |                   |                    |                            |